# Frank Pastor
Frank Pastor (* 7. Dezember 1957 in Halle (Saale)) ist ein ehemaliger deutscher Fußballspieler. In der höchsten Spielklasse des DDR-Fußballs, der Oberliga, spielte er für den HFC Chemie und den BFC Dynamo.

## Sportliche Laufbahn

### Gemeinschafts-, Club- und Vereinsstationen
Frank Pastor begann seine Karriere bei HTB Halle und kam 1970 zum HFC Chemie. Hier entwickelte sich der 1,80 Meter große Angreifer zu einem der besten Stürmer des DDR-Fußballs. 1984 wurde er nach dem Abstieg des HFC aus der höchsten Spielklasse nach 157 Punktspielen mit 49 Toren zum BFC Dynamo delegiert. Für die Berliner absolvierte er bis 1989 insgesamt 114 Oberligaspiele (61 Tore). Zudem erzielte er in 13 Europapokalspielen vier Tore. In der Saison 1986/87 wurde Pastor mit 17 Treffern Torschützenkönig der Eliteliga des ostdeutschen Fußballs. Mit 110 Toren in 271 Erstligaeinsätzen ist er auf dem 17. Platz der ewigen Bestenliste der erfolgreichsten Oberligatorjäger.
Nach der Wende ging er zuerst für eine Saison zum Terengganu FA nach Malaysia. Anschließend wechselte der frühere Auswahlstürmer für die Saison 1991/92 nach Österreich zum Wiener Sport-Club.
Von 1992 bis 1994 spielte er erneut für den Halleschen FC, nun in der Amateur-Oberliga. Er brachte es auf 30 Tore in 37 Spielen. In der Saison darauf kehrte er wieder nach Berlin zurück und spielte für Hertha 03 Zehlendorf (29 Spiele/7 Tore). Seine Karriere ließ er schließlich bei Germania 90 Schöneiche ausklingen. Seitdem lebt er auch in Schöneiche bei Berlin.

### Auswahleinsätze

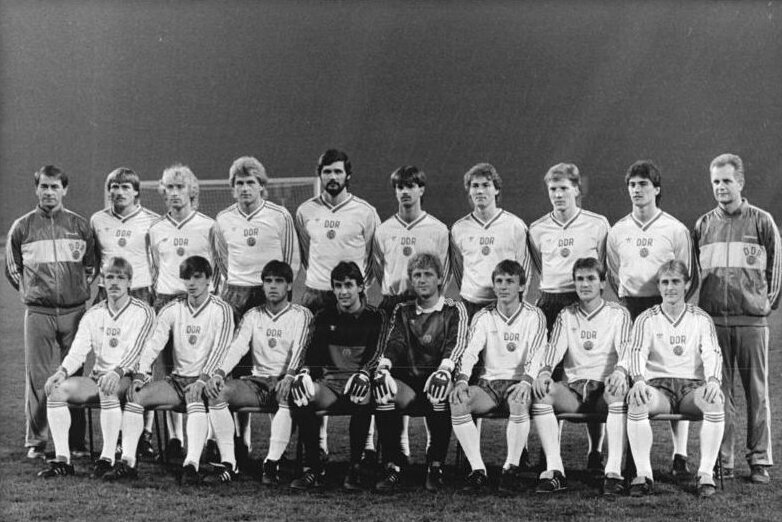
Pastor (hintere Reihe, Zweiter von rechts) mit der Nationalmannschaft (1986)

Mit der Nachwuchsnationalmannschaft, in der Pastor siebenmal aufgeboten wurde, wurde er 1980 nach dem verlorenen Endspiel gegen die Sowjetunion (0:0, 0:1) Zweiter der U-21-Europameisterschaft.
Für die A-Elf des DFV bestritt der Stürmer zwischen 1983 und 1987 sieben Spiele. Er blieb dabei ohne Tor und konnte sich im Kampf um einen Stammplatz unter anderem gegen seine BFC-Teamkollegen Andreas Thom und Rainer Ernst, Lok-Spitze Hans Richter oder die Dresdener Angreifer Ulf Kirsten und Ralf Minge nicht dauerhaft durchsetzen. Erfolgreicher war er als Spieler der Olympiaauswahl der DDR, für die er 25-mal auflief und sechs Treffer erzielte. Trotz errungener Qualifikation für das olympische Fußballturnier 1984 konnte er aufgrund des Boykotts der sozialistischen Länder die Reise nach Los Angeles nicht antreten.